# Сарма (ветер)
Сарма́ — ветер, дующий в средней части Байкала. Является самым мощным ветром Байкала.

## Описание
Сарма представляет собой сильный шквалистый, направленный ветер, вырывающийся из долины реки Сармы, впадающей в Малое Море. Является разновидностью ветра бора́, схож с горной и трамонтаной. Появляется, когда холодный арктический воздух с Приленского плато, переходя через Приморский хребет, попадает в суживающуюся к берегу Байкала долину реки Сармы, которая представляет собой своеобразную природную аэродинамическую трубу, при выходе из которой ветер достигает ураганной скорости.
Скорость сармы обычно достигает 40 м/c, но может доходить и до 60 м/с. Ветер может непрерывно дуть несколько суток, при этом бывает настолько силён, что вырывает с корнем деревья, переворачивает суда, срывает крыши с домов и сбрасывает домашний скот с берега в море. Жителям посёлка Сарма, расположенного в долине одноимённой реки, приходится привязывать крыши домов к земле. Этот ветер наиболее част и свиреп осенью и зимой.
В среднем, в ноябре сарма дует 10 дней, в декабре — 13. Обычно ветер охватывает акваторию залива Малое Море, но его отголоски иногда могут достигать и восточного берега Байкала. Скорость ветра нарастает скачкообразно и быстро достигает силы урагана.

## Признаки
Признаком приближения сармы являются слоисто-кучевые облака грибовидной формы, с резко очерченными границами, собирающиеся над вершинами Приморского хребта вблизи Сарминского ущелья. Обычно от начала концентрации таких облаков до первого порыва сармы проходит 2—3 часа. Последним признаком пришествия ветра является открытие «ворот» — появление просвета между вершинами гор и нижней кромкой туч. Иногда заметны клочья облаков, устремляющиеся вниз по горным склонам. Ветер налетает через 15—30 минут после открытия «ворот».

## Происшествия
В ночь на 15 октября 1901 года, напротив мыса Кобылья Голова, сарма разбила о скалы вышедший из Верхнеангарска (современный Нижнеангарск) пароход «Яков», который вёл на буксире три судна: «Потапов», «Могилёв» и «Шипунов». Все пассажиры (178 человек) погибли.

## Топографические карты
- Лист карты N-48-Г Качуг. Масштаб: 1 : 500 000. Состояние местности на 1980 год. Издание 1980 г.